# 香叶蒿
香叶蒿（学名：Artemisia rutifolia）是菊科蒿属的植物。分布在伊朗、巴基斯坦、蒙古、俄罗斯、阿富汗以及中国大陆的西藏、新疆、青海等地，生长于海拔1,300米至3,800米的地区，一般生长在草原、干河谷、干山坡、山间盆地、森林草原和半荒漠草原地区，目前尚未由人工引种栽培。

## 别名
芸香叶蒿（内蒙古），“察汗-沙里尔日”（蒙语名）

## 异名
- Artemisia rutifolia Steph. ex Spreng. var. altaica (Kryl.) Krasch.